# Anajapyx hermosus
Anajapyx hermosus är en urinsektsart som beskrevs av Smith 1960. Anajapyx hermosus ingår i släktet Anajapyx och familjen Anajapygidae. Inga underarter finns listade i Catalogue of Life.